# Bibliotheca Philosophica Hermetica
La Bibliotheca Philosophica Hermetica o The Ritman Library es una biblioteca privada holandesa fundada por Joost Ritman. La Bibliotheca Philosophica Hermetica reúne manuscritos y obras impresas en el campo del hermetismo, y más concretamente de la tradición cristiano-hermética. Está ubicada en Bloemgracht, en el centro de Ámsterdam.

## La biblioteca

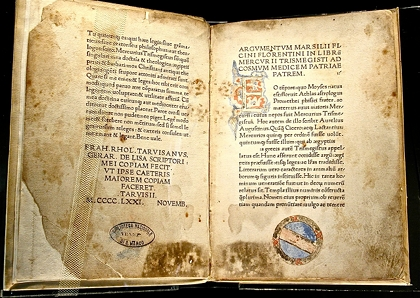
Corpus Hermeticum: primera edición en latín por Marsilio Ficino, 1471 CE.

La Bibliotheca Philosophica Hermetica fue fundada en 1984 por Joost Ritman y no está vinculada a ninguna organización o biblioteca pública. La Bibliotheca coopera con bibliotecas y organizaciones internacionales, como la Biblioteca rusa Rudomino de literatura extranjera en Moscú, la Herzog August Bibliothek en Wolfenbüttel, la Biblioteca Medicea Laurenziana en Florencia y la Biblioteca Nazionale Marciana en Venecia.
Hasta la fecha, la biblioteca cuenta con más de 23 000 volúmenes sobre rosacrucismo, alquimia, misticismo y esoterismo occidental, y tiene un gran valor científico y artístico. Hay alrededor de 4500 manuscritos y libros impresos antes de 1800, y cerca de 17 000 libros (fuentes primarias y secundarias) impresos después de 1900. Entre los tesoros de la Bibliotheca Philosophica Hermetica están el Corpus hermeticum publicado en 1471, la primera edición ilustrada de la Divina comedia de Dante, de 1481, y un De officiis de Cicerón impreso en 1465.

## Historia
Ritman financió su colección de arte a través de su empresa De Ster ('La estrella'), que producía vajilla de plástico. Entre 1976 y 1992 Ritman gastó 95 millones de florines en objetos de arte. El Grupo ING permitió esto hasta la primera guerra del Golfo, en 1993. El banco intervino y la colección de arte estuvo a punto de ser vendida por Christie's en Londres. El gobierno holandés no quería que la colección fuera desmantelada y le dio el estatus de «patrimonio nacional protegido». Esto aseguró que la venta en el extranjero no fuera posible de inmediato.
Así, ING no pudo vender inmediatamente la colección, pero fue a la corte. El juez dictaminó que la colección podría ser vendida. Ritman organizó a cambio una protesta internacional porque temía que su colección se arruinara si fuera vendida a diferentes compradores. Entre los defensores de la protección de la colección estaba Umberto Eco. Todo ello detuvo la subasta durante un tiempo. En 2000 Ritman vendió su compañía a una empresa sueca por 500 millones de florines. Con los ingresos que obtuvo toda su colección retornó de ING.
Con el asesoramiento del Consejo holandés para la cultura, el Estado holandés adquirió en 2005 una sección transversal de los libros raros y manuscritos de la Bibliotheca Philosophica Hermetica. La compra se refiere a 25 Libros de horas de los Países Bajos del Norte, 359 manuscritos después de 1500, 44 incunables y 3.961 libros impresos antes de 1800 (en total 4.389 obras). El Estado pagó casi 19 millones de euros por las obras. Las obras adquiridas por el Estado permanecieron en la Bibliotheca hasta el año 2010.
En noviembre de 2010, Friesland Bank embargó la biblioteca después de un conflicto financiero con Ritman. El manuscrito iluminado llamado Grial de Rochefoucauld fue puesto a la venta en Sotheby's, en Londres, en diciembre de 2010 para recaudar dinero. El 13 de diciembre de 2010, el diario holandés Trouw informó que el Estado había retirado su parte de la colección a la Biblioteca Nacional de los Países Bajos en La Haya para su custodia. Ritman reabrió las puertas de la biblioteca al público el 16 de diciembre de 2011. La parte estatal de la colección permanece en la Biblioteca Real.